# Boixos Nois
Boixos Nois (читается как Бойшос Ноис, перевод «Сумасшедшие парни») — фанатская группировка («ультрас») ФК Барселона. Основана в 1981 г. и насчитывающая в своих рядах около 800 человек.

## История
С образованием в 1981 году и до наших дней эта группировка рассматривается как одна из воинствующих во всей Испании.
Изначально во время домашних матчей ФК Барселона Boixos Nois выделялись своим присутствием на специально отведённой трибуне Gol Sud на Камп Ноу, а затем были переведены на Gol Nord.
После того как Жоан Лапорта стал президентом ФК Барселона (2003 год), Boixos Nois запретили появляться на Камп Ноу в качестве фанатской группировки. Именно поэтому в наши дни фанаты специально приходят на матчи небольшими группами с лидерами во главе, означая тем самым своё присутствие.

## Политика
В фанатской группировке представлены как крайне правые политические взгляды, так и левые, но в меньшем количестве.

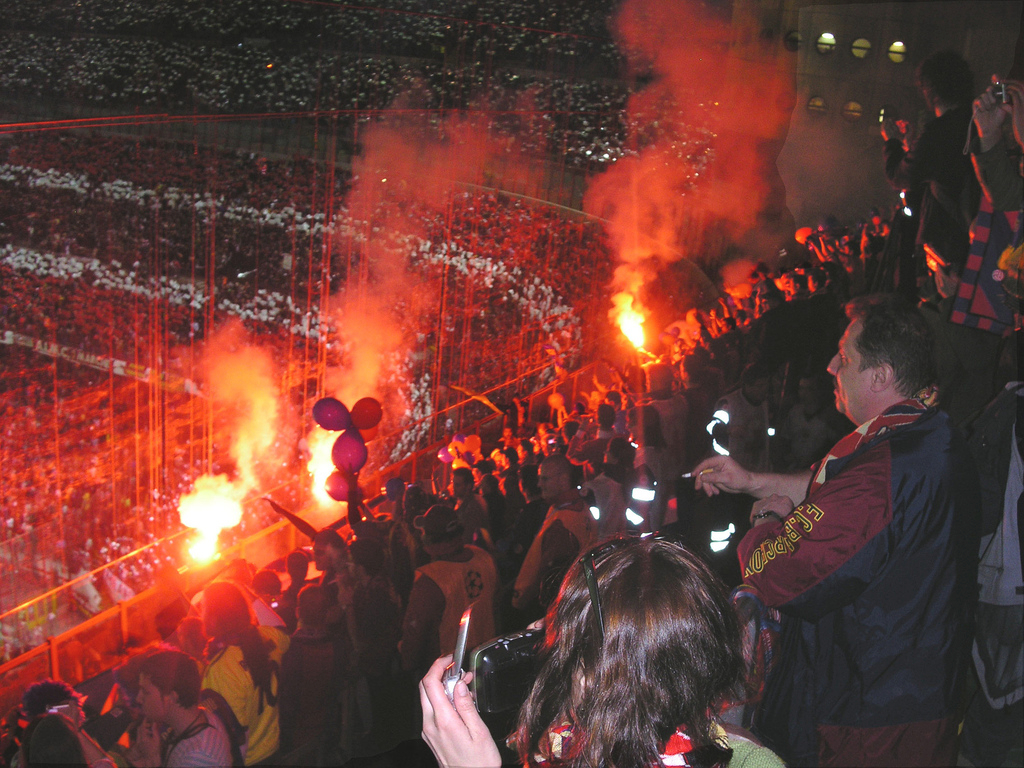
Милан — Барселона. 2006 г.

## Логотип
Логотип представляет собой круг с оскалом бульдога на синем фоне. На левой стороне внешнего круга изображён флаг Каталонии, на правой — сине-гранатовые цвета клуба. На вершине красуется само название группы «Boixos Nois», а в нижней части расположена надпись «F.C. Barcelona».

## Друзья и враги
Друзья: Pen’a Mujika («Реал Сосьедад»), Indar Gorri («Осасуна»), фанаты «Вердер» (Германия).
Враги: Ultras Sur («Реал Мадрид»), Brigadas Blanquiazules («Эспаньол»), Yomus («Валенсия»), Ligallo Fondo Norte («Сарагоса»), Biris Norte («Севилья») и Frente Atletico («Атлетико Мадрид»).

## Значительные вехи в развитии Boixos Nois с сезона 1988—1989 по 1999—2000
- 1988/89: — Boixos Nois забросали различными предметами зрителей на нижнем ярусе «Камп Ноу», в результате есть пострадавшие. Также начинается работа над проектом «trama econòmica» по организации и распространению неонацистских материалов.
- 1990/91: — пять членов группировки жестоко убивают фаната Эспаньола и серьёзно ранят другого. На следующем матче Барселоны против Вальядолида, «Boixos» выкрикивали слова поддержки в адрес этих пяти человек.[3]

— В матче с «Реалом» в Мадриде, «Boixos Nois» забросали банками и тупыми предметами фанатов «Реала».
- 1991/92: — Создана новая ячейка группировки под названием «Casual FCB». Английское название ячейки было дано в честь кровавых хулиган, которые спровоцировали трагедию на Эйзеле. Его методы работы заключались в выездах на стадионы без атрибутики барселонистов с целью нападения на другие фанатские группировки, непризнанные ими.
- 1992/93: — создание специальной организации «Bulldog Travel Club», финансирующей поездки на выездные матчи клуба.
- 1995/96: — «Boixos Nois» официально становится ячейкой (penya) «Барселоны».
- 1999/2000: — игроки «Реала» были забросаны различными предметами в отместку за то, что Фигу вернулся на «Камп Ноу» в футболке «Реала», тем самым предав «Барселону». Большая часть общественности высказалась против этих действий.
- 2011 г: — «Boixos Nois» празднует 30-летие.